# (2905) Plaskett
Pour les articles homonymes, voir Plaskett.
(2905) Plaskett est un astéroïde de la ceinture principale découvert le 24 janvier 1982 à Flagstaff (AM) (688) par l'astronome Edward L. G. Bowell.
Il fut nommé en honneur de l'astronome John Stanley Plaskett.

## Historique
Sa désignation provisoire était 1982 BZ2.